# مخلاف حراز
مخلاف حراز أحد المخاليف اليمنية القديمة التي كان معمول بها في تسمية تقاسيم المناطق اليمنية في العهد الإسلامي قبل سيطرة العثمانيين على اليمن عام 1538 واحتلال بريطانيا لعدن عام 1839  حراز مخلاف قرب زبيد، سمّي باسم بطن من حمير، و يقال لقريتهم حرازه، وبها تعمل الأطباق الحرازيّه. وهي الآن اسم لمدينة حراز في تعز .

## خلفية
كانت اليمن تقسم إلى العديد من المخاليف وبعد سيطرة العثمانيين على اليمن قسموها إلى 4 ألوية يقسم اللواء إلى عدة أقضية ونواحي ، وتغيرت الألوية في العهد الجمهوري والوحدة إلى محافظات والنواحي إلى مديريات .